# Johann Zanger der Jüngere
Johann Zanger der Jüngere (* 1557 in Braunschweig; † 6. September 1607 in Wittenberg) war ein deutscher Jurist und Hochschullehrer.

## Leben
Geboren als Sohn des Braunschweiger Predigers Johann Zanger des Älteren, immatrikulierte er sich 1575 an der Universität Frankfurt (Oder) und wechselte 1576 an die Universität Heidelberg, wo er bei Hugo Donellus Studien betrieb. Dann begab er sich nach Italien und promovierte an der Universität Basel am 2. Februar 1580 unter Hermann Vultejus, zum Doktor der Rechte.
Am 16. August 1581 wurde er Professor an der Universität Wittenberg und Beisitzer am Hofgericht. Später war er Mitglied des Schöppenstuhls, des Wittenberger Konsistoriums und des Niederlausitzer Landgerichts. Nachdem er 1594 zum ersten Professor der Rechte aufgestiegen war, übernahm er das Amt des Seniors der juristischen Fakultät. Neben seinen juristischen Arbeiten befasste er sich auch mit theologischen Fragen. Seine Werke sind mehrfach bis ins 18. Jahrhundert aufgelegt worden.
Er hatte 26 Jahre in seiner Professur gewirkt, in den Sommersemestern 1587, 1599 und 1605 das Amt des Rektors der Akademie verwaltet, an verschiedenen rechtlichen Angelegenheiten von Kursachsen beteiligt und sich an ausländischen Schulen Ansehen erworben.
Zanger heiratete 1582 Catharina (* 28. August 1556 in Thorn; † 1. September 1612 in Wittenberg), die Tochter des Bürgermeisters von Thorn Matthesius Kretzsch und dessen Ehefrau Katharina (geb. Rappold). In dieser Ehe sind sieben Kinder geboren worden, von denen vier noch beim Tode der Witwe lebten. Der Sohn Daniel Zanger (* 2. Juni 1587 in Wittenberg) wurde Dr. jur., ebenso Johann Zanger (* 5. Juni 1588 in Wittenberg). Dorothea Zanger heiratete den Juristen Bartholomäus Reusner und Tochter Catharina wurde die Frau von Ambrosius Rhode.
Beigesetzt wurde er in der Wittenberger Schlosskirche, wo man zum Gedenken ein Epitaph errichtete.

## Werke
- De exceptionibus. Wittenberg 1586, 1615, 1626. Becker, Frankfurt am Main 1598. (Digitalisat der Ausg. 1598)
- Tractatus de quaestionibus seu torturis. Lehmann, Wittenberg 1593. (Digitalisat)
- Oratio secularis in Acta Jubilaei Academiae Witebergensis. celebrati Anno 1602, Wittenberg 1603.
- Oratio de quaestione: utrum reus in delictis, quae pro sua atrocitate vel poenam sanguinis, vel infamiam merentur, sub jurisjurandi religione interrogati debeat. Lehmann, Wittenberg 1593. (Digitalisat)
- Commentationes in lib. II. Decretalium hos quatuor tit.: de Sententia et re judicata, Appellationibus, Clericis peregrinantibus, & Confirmatione utili et jnutili: quondam LL. studiosis ibidem in acroaterio jstorum publicè traditae. Berger & Helwig, Wittenberg 1620. (Digitalisat)
- De excommunicatione maiore, qua toties in principes tam nefarie pontifices Romani fuerunt abusi, dissertatio theologico-iuridica: cui subiecta est quaestio, utrum magistratus politicus possit ... prohibere subditis, ne bona sua ... titulo quovis in ecclesiam vel ecclesiasticos alienent? (Resp. Andreas Seifard) Gorman, Wittenberg 1607. (Digitalisat)
- Orationes duae: I. Quod, licet Pontifex Romanus nullam habeat potestatem condendae legis, tamen ius canonicum, licite in scholis et foro doceatur et observetur; II. Qualenam debeat esse judicatum, ne ab ulla parte contendentium merito in dubium aut in suspiciosum vocari possit. Helwig, Wittenberg 1601. (Digitalisat)
- Disp. juridicae.